# Liutprand von Cremona

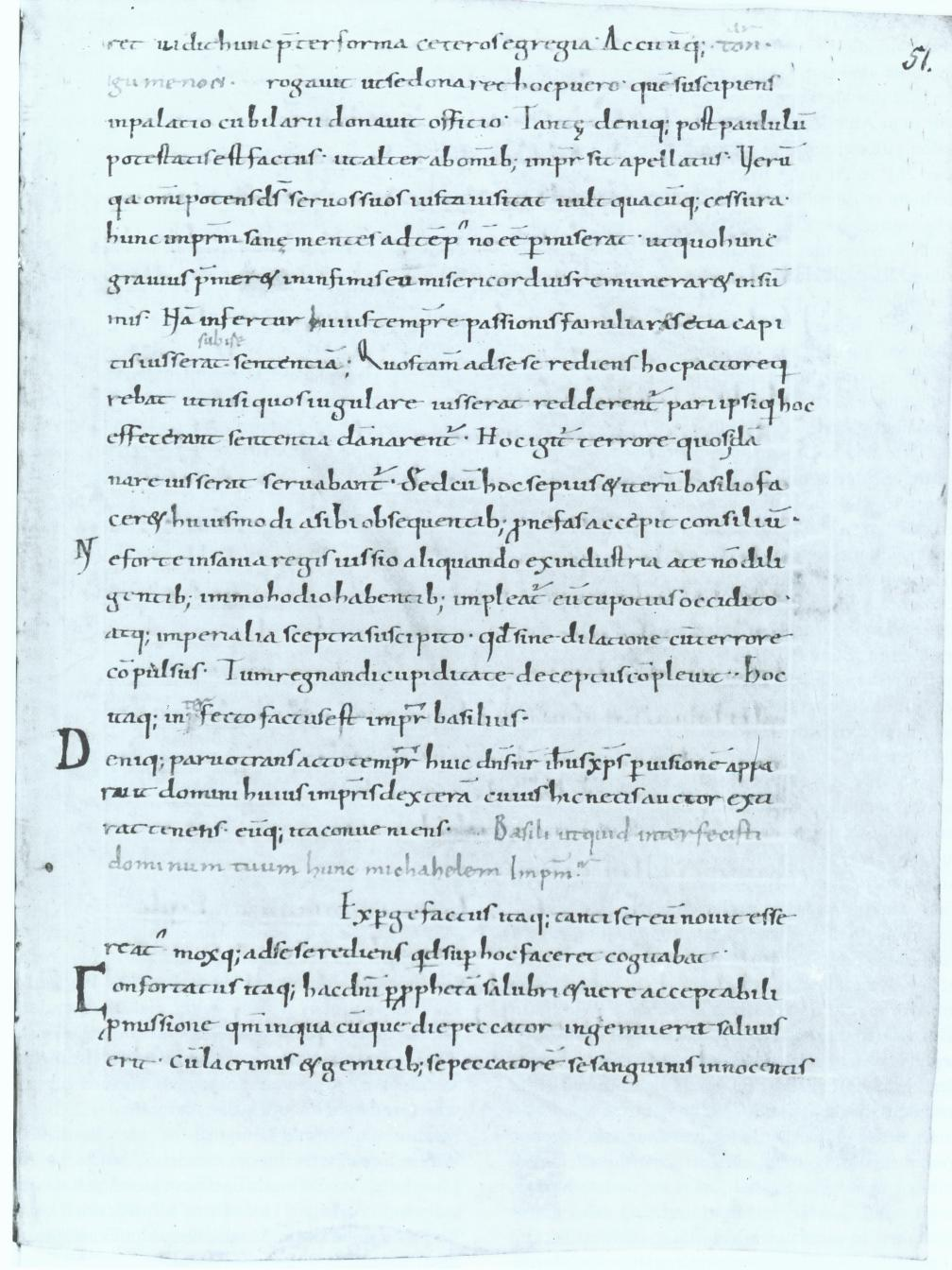
Liutprand von Cremona, Antapodosis (Ausschnitt aus III, c. 32–34)

Liutprand von Cremona, auch Luitprand, Liudprand, (* 920; † vor Juli 972) war ein Historiker, Diplomat und seit 961 Bischof von Cremona.

## Leben
Liutprand entstammte einer vornehmen italienischen Familie langobardischer Herkunft und wurde am königlichen Hof in Pavia erzogen und ausgebildet. Da sowohl sein Vater als auch sein Stiefvater als Gesandte italienischer Herrscher nach Konstantinopel reisten und Liutprand des Griechischen mächtig war, sandte Berengar II. Liutprand, nachdem dieser zum Diakon geweiht war, in seinem Namen an den Hof des Kaisers Konstantin VII. (Antap. VI, 4–10). Über den Zweck der Gesandtschaft ist nichts bekannt. Liutprand selbst sagt lediglich, er habe einen „Brief voller Lügen“ übergeben. Die Kosten für die Gesandtschaft soll auf Veranlassung des geizigen Berengar Liutprands Stiefvater vollständig aufgebracht haben. Berengars Geiz war angeblich auch Grund dafür, dass Liutprand seine eigenen Geschenke als die seines Herrn ausgab.
Nach seiner Rückkehr fiel Liutprand schließlich bei Berengar aus unbekannten Gründen in Ungnade. Er stellte sich nun in den Dienst des sächsischen Königs Otto I., an dessen Hof er erstmals 956 nachweisbar ist. Hier lernte er Bischof Recemund von Elvira kennen, einen Gesandten des cordobeser Kalifen Abd ar-Rahman III., auf dessen Anregung er in Frankfurt 958 ein Geschichtswerk unter dem Namen Antapodosis („[Buch der] Vergeltung“) zu schreiben begann, an dem er bis 962 schrieb.
In Ottos Gefolge kehrte er nach Italien zurück und wurde 961 zum Bischof von Cremona ernannt. Als solcher ist er vom 14. Januar 962 bis zum 20. April 970 urkundlich bezeugt. In Italien war Liutprand als Vertrauter Ottos I. an diversen politischen Ereignissen beteiligt. Dazu gehörte die Kaiserkrönung Ottos I., die Absetzung Papsts Johannes XII., die Wahl Leos VIII. und die Absetzung Benedikts V. Über diese Ereignisse verfasste Liutprand vor März 965 seine Historia Ottonis. Später nahm er an der Wahl Johannes XIII. und der von Otto und Johannes gemeinsam veranstalteten Synode von Ravenna 967 teil.
Da Liutprand ein ausgewiesener Fachmann des byzantinischen Hofes war, griff Otto I. auf ihn zurück, um Verhandlungen mit Konstantinopel zu führen. Um 960 hielt Liutprand sich auf der Insel Paxos auf, vermutlich anlässlich einer nicht vollendeten Gesandtschaftsreise nach Konstantinopel. Im Jahre 968 führte er eine Gesandtschaft an, um in Konstantinopel eine Ehe Ottos II. mit einer „im Purpur geborenen“ Prinzessin (Porphyrogenneta) zu verhandeln, doch scheiterten die Verhandlungen an der Frage der Herrschaft über die süditalischen Langobardenfürstentümer Capua und Benevent, deren Huldigung Otto bereits Ende 967 entgegengenommen hatte. Als eine weitere Erschwernis stellte sich der von Liutprand offensiv vertretene Anspruch Ottos heraus, als römischer Kaiser zu gelten, womit sich das Zweikaiserproblem stellte. Liutprands Aufenthalt in Konstantinopel dauerte vom 4. Juni bis zum 2. Oktober 968. Seine Rückreise führte ihn nach Naupaktos, vorbei an Patras nach Leukas, wo der Gesandte Gast des dortigen Bischofs war. Anschließend verbrachte er einige Zeit auf der Insel Korfu, wo er am Hof des dortigen Strategen Michael verweilte, ehe er nach Italien zurückkehrte.
Die Translatio Sancti Hymerii, eine eher unzuverlässige Quelle, nennt Liutprand als ein Mitglied einer weiteren Gesandtschaft, die 972 unter Führung des Kölner Erzbischofs Gero eine Ehe Ottos II. mit der Byzantinerin Theophanu erreichte. Er nahm wohl an der Kaiserkrönung Ottos II. teil.

## Gesandtschaftsreisen nach Konstantinopel

### Am Hofe Konstantins VII.
Über Liutprands erste Gesandtschaftsreise nach Konstantinopel existiert ein detaillierter Bericht, der sich am Ende seiner Antapodosis befindet. Es ist eines der wichtigsten Texte über diplomatische Gesandtschaftsreisen der Zeit (Aufenthalt vom 17. September 949 bis wenigstens Palmsonntag, den 31. März 950). Liutprand berichtet darin insbesondere über das Zeremoniell und die Festivitäten, an denen er teilnehmen durfte. Dazu gehört seine berühmte Schilderung des Zeremoniells, mit dem man in Konstantinopel auswärtige Staatsgäste empfing. Sie entspricht den Vorgaben, die das sogenannte Zeremonienbuch, eine Sammlung profaner und religiöser Zeremonielle des byzantinischen Hofes auflisten.

„Bei meinem Eintritt erhoben die Löwen ihr Gebrüll und die Vögel zwitscherten je nach ihrem Aussehen; mich aber ergriff weder Furcht noch Erstaunen, da ich mich nach alledem bei Leuten, die damit wohl bekannt waren, genau erkundigt hatte. Nach dreimaliger tiefer Verbeugung vor dem Kaiser hob ich den Kopf empor und erblickte ihn, den ich zuerst gehoben auf einer kleinen Erhöhung sitzen sah, fast bis zur Decke der Halle emporgehoben und mit anderen Kleidern angetan. Wie dies zuging, kann ich mir nicht denken, es sei denn, daß er emporgehoben wurde wie die Bäume der Kelterpressen gehoben werden. Mit eigenem Munde sprach der Kaiser bei dieser Gelegenheit kein Wort; denn wenn er auch gewollt hätte, so wäre solches wegen der großen Entfernung unziemlich gewesen; durch seinen Kanzler (den λογοτέτης τοῦ δρόμου) aber erkundigte er sich nach Berengars Leben und Wohlergehen. Nachdem ich darauf in gebührender Weise geantwortet hatte, trat ich auf den Wink des Dolmetschers ab und wurde in die mir angewiesene Herberge zurückgebracht.“

Bemerkenswert sind überdies Liutprands Schilderungen eines Gastmahls, bei dem Akrobaten Kunststücke vorführten und große goldene Fruchtschalen mittels einer mechanischen Vorrichtung auf die Tafel gehoben wurden. Dem Gesandten wurde schließlich sogar die Ehre zuteil, an einer feierlichen Verteilung von Geldgeschenken an die Honoratioren teilzunehmen, bei der er selbst ein kostbares Geschenk überreicht bekam.
Der damalige Kaiser war Konstantin VII., ein sehr gebildeter Monarch, dem Liutprand Hochachtung entgegenbrachte.

### Am Hofe Nikephoros’ II. Phokas
Liutprand begab sich, nachdem er mit Berengar gebrochen hatte, als Flüchtling an den Hof Ottos des Großen, für den er in der Folgezeit mehrmals wichtige diplomatische Tätigkeiten, etwa in Verhandlungen mit der Kurie, übernahm. Als ausgewiesener Fachmann des byzantinischen Hofes – er selbst besaß sowohl gute Griechischkenntnisse als auch Beziehungen zu bestimmten Kreisen Konstantinopels – griff Otto auf ihn zurück, um Verhandlungen mit Konstantinopel zu führen (Aufenthalt vom 4. Juni bis zum 2. Oktober 968). Nachdem eine weitere Konstantinopelreise Liutprands nun in den Diensten Ottos aus unbekannten Gründen auf der Insel Paxos geendet hatte, führte ihn eine dritte Reise zurück in die byzantinische Hauptstadt.
Ziel seiner Reise war ein Ehebündnis mit dem byzantinischen Kaiserhaus. Otto verlangte eine „im Purpur geborene“ Prinzessin als Gattin für seinen Sohn. Die Verhandlungen scheiterten auf Grund unterschiedlicher Vorstellungen bezüglich der Herrschaft über die süditalischen Langobardenfürstentümer Capua und Benevent, deren Huldigung Otto bereits Ende 967 entgegennahm. Als eine weitere Erschwernis stellte sich der von Liutprand offensiv vertretene Anspruch Ottos heraus, als römischer Kaiser zu gelten, wofür Nikephoros, der den gleichen Anspruch hatte, nur Spott übrig hatte.
Das Zweikaiserproblem war, folgt man Liutprands Darstellung, Ursache und Thema mehrerer Auseinandersetzungen, die der Kaiser mit dem Gesandten Ottos auf verschiedene Art und Weise sowie bei unterschiedlichen Anlässen auszutragen hatte. So übergab der Kaiser dem Gesandten demonstrativ beleidigende Geschenke, nämlich zwei Rehe, er wies Liutprand bei seinen Banketten einen Sitzplatz zu, den dieser als herabwürdigend empfand, und spottete bei jeder sich bietenden Gelegenheit über den seiner Ansicht nach lächerlichen Anspruch des Barbarenkönigs. Auch das Empfangs- und Abschiedszeremoniell wurde abgeändert, so dass der Gesandte bereits bei seinem Einritt in die Stadt den Unmut des Kaisers zu spüren bekam. Liutprand hielt seinerseits den seiner Auffassung nach haltlosen Anspruch der Nachfolger römischer Kaiser des „Griechenkaisers“ bei jeder Gelegenheit seinem Leser zeichenhaft vor Augen.

### Am Hofe Johannes’ Tzimiskes (971)
Im Jahre 971 brach eine Gesandtschaft unter Führung des Kölner Erzbischofs Gero nach Byzanz auf und konnte 972 eine Ehe Ottos II. mit der Byzantinerin Theophanu erreichen. Die Translatio Sancti Hymerii, eine allerdings eher unzuverlässige Quelle, nennt Liutprand als ein Mitglied dieser Gesandtschaft.

## Werke
Von Liutprand sind folgende Schriften erhalten:
- Antapodosis deutsch [Das Buch] der Vergeltung.
- Historia Ottonis, deutsch Buch von König Otto.
- Relatio de legatione Constantinopolitana, deutsch Bericht über die Gesandtschaft in Konstantinopel.
- Homilia paschalis.

### Antapodosis
Die unvollendet gebliebene Antapodosis, welche die Geschichte Europas von 888 bis 958 beschreibt, will nach Liutprands eigener Aussage „die Taten der Kaiser und Könige von ganz Europa“ darstellen. Sie zeichnet sich durch einen stark episodenhaften Stil aus, der sich hauptsächlich mündlicher Überlieferung verschiedenen Charakters bedient. Nach Becker besteht sie unter anderem aus „Volkserzählungen, Volkssagen, Anekdoten, höfischem Klatsch, Liedern, Parteiüberlieferungen“. Liutprand beabsichtige durch „einen geschickt aufgeputzten Stil zu fesseln und durch unterhaltende oder gar pikante Anekdoten zu ergötzen, wobei er auch derbe Komik und satirischen Spott nicht verschmäht.“ Indem er vielfach eigene Erlebnisse in seinen Bericht einbeziehe, nehme die Antapodosis oftmals einen „memoirenhaften Charakter“ an. Einflüsse byzantinischer Trivialliteratur sind in der Antapodosis vielerorts spürbar. Zeugnisse von Liutprands kaiserfreundlicher Einstellung sind speziell in der Antapodosis zu finden, das Schmähungen insbesondere gegen Berengar II. und dessen Frau Willa sowie gegen einige Päpste enthält. Bei der Ausarbeitung des Werks wurde kein Wert auf Vollständigkeit und lückenlosen Zusammenhang gelegt.

### Relatio de legatione Constantinopolitana

#### Darstellungsabsicht
Der Gesandtschaftsbericht des Bischofs Liutprand von Cremona ist in der Forschung umstritten. Bereits über die Frage der Darstellungsabsicht gibt es unterschiedliche Auffassungen. Martin Lintzel sieht in ihr eine propagandistische Schrift, mit der Liutprand Otto zu einem Krieg gegen das Byzantinische Reich motivieren wolle, andere, wie Jon N. Sutherland („Mission to Constantinople“), halten die Schrift für ein Rechtfertigungsschreiben eines gescheiterten Diplomaten, Werner Ohnsorge betont dagegen die zentrale Rolle des Zweikaiserproblems in dieser Schrift, während Henry Mayr-Harting die These vertreten hat, die Relatio sei eigentlich an die langobardischen Fürsten Süditaliens gerichtet (trotz der ausdrücklichen Anrede, etwa in der Einleitung), um diese von einer Parteinahme zugunsten Ottos zu überzeugen. Diese Überlegungen gründen auf einigen Passagen der Relatio, in denen das Herrschaftsverständnis Ottos sowie des byzantinischen Kaisers Nikephoros II. Phokas kontrastierend einander gegenübergestellt werden. So betont Liutprand z. B. Ottos Wertschätzung der Langobardenfürsten, während er Nikephoros sie seine Sklaven nennen lässt. Freilich kann dieser Kontrast auch auf einen Vergleich Ottos mit dem byzantinischen Kaiser hinauslaufen, der geradezu ein Leitmotiv der Schrift zu sein scheint.
In der Tat ist die dichotomische Darstellung der Relatio evident, wie jüngst Hoffmann unterstrichen hat, wobei die Authentizität der Erzählung Liutprands problematisch bleibt. Die gegenseitige Geringschätzung macht sich sowohl in zahllosen Schimpftiraden über den degenerierten Hof des Nikephoros (Essen, Kleidung, „Körperzeichen“), als auch in Beleidigungen des byzantinischen Kaisers insbesondere an der Tafel bemerkbar, nicht nur verbaler, sondern auch symbolischer Art, indem etwa Liutprand überaus beleidigende Geschenke übermittelt bekommt, mehrmals vergeblich um die Annahme eines seiner Geschenke bitten muss oder aber Sitzplätze an der kaiserlichen Tafel zugeteilt bekommt, die der byzantinischen Perspektive vielleicht entsprachen, für Liutprand aber glatter Hohn sein mussten. Der Glanz des byzantinischen Hofes, so argumentiert der Cremoneser Bischof mit seiner Darstellung, ist längst verblasst, der wahre römische Kaiser sei Otto und nicht der Grieche Nikephoros.

#### Essen und Trinken in der Relatio
Ungewöhnlich für einen Gesandtschaftsbericht sind zweifelsohne die häufigen Klagen und der permanente Spott Liutprands über die Speisen und Getränke, die man ihm anlässlich mehrerer Bankette vorsetzte. Die rhetorische Frage Lintzels, was dies mit einem Gesandtschaftsbericht zu tun habe, versuchte Detlev Zimpel durch Verweis auf den friedens-, bündnis- und gemeinschaftsstiftenden Charakter des Mahles (nach Gerd Althoff) in Liutprands Kulturkreis zu beantworten. Sein Fazit: Aus dem gemeinsamen Mahl hätten sich nach abendländischem Denken Verpflichtungen freundschaftlicher Art ergeben, die letztlich nicht im Interesse seines Auftraggebers gewesen seien. Mit dem Thema Essen und Trinken in der Relatio haben sich außerdem Michael Rentschler und vor allem Thomas Weber beschäftigt.

## Rezeption
Obgleich Liutprands Schriften oftmals als historisch unglaubwürdig betrachtet wurden, stellen sie doch wichtige Quellen für die Geschichtsschreibung des insgesamt quellenarmen 10. Jahrhunderts dar. Insbesondere für die Kultur- und Alltagsgeschichte in Westeuropa und Byzanz sowie für die Beziehungen zwischen dem lateinischen Westen und Byzanz sind die Schriften Liutprands von großer Bedeutung.

### Werkausgaben und Übersetzungen
- Paolo Chiesa: Liutprandi Cremonensis Opera Omnia, (Corpus Christianorum, Continuatio Mediaevalis, Bd. 156), Brepols, Turnhout 1998.
- Joseph Becker (Hrsg.): Scriptores rerum Germanicarum in usum scholarum separatim editi 41: Die Werke Liudprands von Cremona (Liudprandi Opera). Hannover 1915 (Monumenta Germaniae Historica, Digitalisat)
- Albert Bauer/Reinhold Rau (Übers.): Liudprands Werke. Deutsche Übersetzung mit dem lateinischen Text von Joseph Becker, in: Rudolf Buchner [et al.] (Hrsg.): Quellen zur Geschichte der sächsischen Kaiserzeit (Freiherr vom Stein-Gedächtnisausgabe, A 8), 4. Auflage, Wissenschaftliche Buchgesellschaft, Darmstadt 1992, ISBN 3-534-01416-2.
- Bernhard Bischoff: Eine Osterpredigt Liudprands von Cremona (um 960), in: ders.: Anecdota novissima. Texte des vierten bis sechzehnten Jahrhunderts (Quellen und Untersuchungen zur lateinischen Philologie des Mittelalters, Bd. 7), Hiersemann, Stuttgart 1984, S. 20–34.

### Sekundärliteratur
- Girolamo Arnaldi: Liudprando e la Storiografia contemporanea nell’Italia Centro-Settentrionale. In: La Storiografia Altomedievale, 10–16 aprile 1969, Bd. 17, Spoleto 1970, S. 497–519.
- Klaus Herbers: Liudprand von Cremona. In: Biographisch-Bibliographisches Kirchenlexikon (BBKL). Band 5, Bautz, Herzberg 1993, ISBN 3-88309-043-3, Sp. 139–140 (Artikel/Artikelanfang im Internet-Archive).
- Wolfgang Huschner: Transalpine Kommunikation im Mittelalter. Diplomatische, kulturelle und politische Wechselwirkungen zwischen Italien und dem nordalpinen Reich (9.–11. Jahrhundert). Bd. II, (Monumenta Germaniae Historica, Schriften, Bd. 52), Hannover 2003, S. 510–623.
- Tobias Hoffmann: Diplomatie in der Krise. Liutprand von Cremona am Hofe Nikephoros II. Phokas. In: Frühmittelalterliche Studien, Nr. 43 (2009), S. 113–178.
- Herbert Hunger: Liudprand von Cremona und die byzantinische Trivialliteratur. In: Evangelos Konstantinou (Hrsg.): Byzanz und das Abendland im 10. und 11. Jahrhundert, Köln u. a. 1997, S. 197–206
- Ernst Karpf: Liutprand von Cremona, in: Lexikon des Mittelalters, Bd. 5, München und Zürich, Sp. 2041 f.
- Johannes Koder/Thomas Weber: Liutprand von Cremona in Konstantinopel. Untersuchungen zum griechischen Sprachschatz und zu realienkundlichen Aussagen in seinen Werken, (Byzantina Vindobonensis, Bd. 13), Wien 1980.
- Michael Rentschler: Liutprand von Cremona. Frankfurt am Main 1981.
- Rudolf Schieffer: Liudprand. In: Neue Deutsche Biographie (NDB). Band 14, Duncker & Humblot, Berlin 1985, ISBN 3-428-00195-8, S. 721 f. (Digitalisat).
- Gerhard Schwartz: Die Besetzung der Bistümern Reichsitaliens unter den sächsischen und salischen Kaisern mit den Listen der Bischöfe 951-1122, Verlag von B. G. Teubner in Leipzig und Berlin 1913, S. 110.
- Jon N. Sutherland: Liutprand of Cremona, bishop, diplomat, historian. Spoleto, Centro Italiano di Studi sull’Alta Medioevo, 1988.
- Wilhelm Wattenbach: Liutprand. In: Allgemeine Deutsche Biographie (ADB). Band 19, Duncker & Humblot, Leipzig 1884, S. 19 f.
- Lexikon für Theologie und Kirche. 2. völlig neu bearbeitete Auflage, Bd. 6, Freiburg im Breisgau 1961, 1105 f.

### Zur Relatio
- Wolfram Brandes: Liudprand von Cremona (legatio cap. 39-41) und eine bisher unbeachtete west-östliche Korrespondenz über die Bedeutung des Jahres 1000 A.D. In: Byzantinische Zeitschrift 93 (2000), S. 435–463.
- Johannes Koder: Subjektivität und Fälschung in der byzantinischen Geschichte. Liudprand von Cremona als Historiograph und als Objekt der Historiographie, in: Byzantiaká 15 (1995), S. 107–132.
- Martin Lintzel: Studien über Liudprand von Cremona, Berlin 1933, S. 371–384.
- Henry Mayr-Harting: Liudprand of Cremona’s Account of his Legation to Constantinople (968) and Ottonian Imperial Strategy. In: English Historical Review 116 (2001), S. 539–556.
- Werner Ohnsorge: Die Anerkennung des Kaisertums Ottos I. durch Byzanz. In: ders.: Konstantinopel und der Okzident. Darmstadt 1966, S. 29–52.
- Michael Rentschler: Liudprand von Cremona, Frankfurt am Main 1981, bes. S. 17–30, 47–62.
- Constanze Schummer: Liudprand of Cremona – a diplomat? In: Jonathan Shepard/Simon Franklin (Hrsg.): Byzantine diplomacy, Aldershot 1992, S. 197–201.
- Jon N. Sutherland: The Mission to Constantinople in 968 and Liudprand of Cremona. In: Traditio 31 (1975), S. 54–81.
- Thomas Weber: Essen und Trinken in Konstantinopel des 10. Jahrhunderts nach den Berichten Liutprands von Cremona. In: Johannes Koder/Thomas Weber: Liutprand von Cremona in Konstantinopel. Untersuchungen zum griechischen Sprachschatz und zu realienkundlichen Aussagen in seinen Werken, Wien 1980, S. 71–99.
- Detlef Zimpel: Zur Bedeutung des Essens in der „Relatio de legatione Constantinopolitana“ des Liutprand von Cremona. In: Historische Zeitschrift 269 (1999), S. 1–18.